# مائوتنانا (بخش)
مائوتنانا (به لاتین: Maevatanana) یک بخش‌های ماداگاسکار در ماداگاسکار است که در بتسیبوکا واقع شده‌است.
این منطقه بیشتر به 20 کمون تقسیم می شود:
- آمبالاجیا
- آمبالانجاناکومبی
- آمبودیمانگا
- آندریبا
- آنتانیمباری
- انتسیافابوسیترا
- Beanana، Maevatanana
- بموکوترا
- براتسیمانانا
- بریوترا
- مادیرومیرافی
- Maevatanana
- Maevatanana II
- ماهاتسینجو
- آن را دریافت کنید
- منگابه
- مریم
- مراکش
- مورافنو
- تسارارانو

## معدن
عملیات معدنکاری مهم طلا در منطقه Maevatanana وجود دارد که در آن 20 کیلوگرم طلا در هفته استخراج می شود.  به ویژه رودخانه کامورو سرشار از طلا است، هر ماه چندین ده کیلوگرم در ماروکورو استخراج می شود . 

## رودخانه
- رودخانه کامورو